# Miguel Ángel Noro
Miguel Ángel Noro Suárez (Riberalta, 22 de agosto de 1961) es un exfutbolista boliviano. Se desempeñaba como defensa.

## Trayectoria
Noro surgió del Club Deportivo Universidad Cruceña. Su primer club profesional sería Oriente Petrolero en 1980, posteriormente jugaría 10 años en Blooming, club en el que pasó sus mejores momentos como jugador. También jugaría en Destroyers y se retiraría del fútbol en 1994 con la camiseta de San José.

## Selección nacional

### Categorías inferiores
Disputó el Sudamericano Sub-20 de 1981, en la que su selección obtuvo el cuarto puesto.
| Torneo                      | Sede    | Resultado    |
| --------------------------- | ------- | ------------ |
| Sudamericano Sub-20 de 1981 | Ecuador | Segunda fase |

### Selección absoluta
Noro disputó un total de 14 encuentros con la Selección Boliviana en el período 1985-1993. Debutó el 3 de febrero de 1985 en un partido amistoso contra Alemania Oriental.
Representó a Bolivia en la Copa América 1987, debutando en esta competición el 28 de junio ante Paraguay. También integro el plantel que jugó la Copa América 1993, sin llegar a jugar.

### Participaciones en la Copa América
| Copa              | Sede      | Resultado    | PJ | G |
| ----------------- | --------- | ------------ | -- | - |
| Copa América 1987 | Argentina | Primera fase | 2  | 0 |
| Copa América 1993 | Ecuador   | Primera fase | 0  | 0 |

## Clubes
| Club              | País    | Año       |
| ----------------- | ------- | --------- |
| Oriente Petrolero | Bolivia | 1980      |
| Blooming          | Bolivia | 1981-1990 |
| San José          | Bolivia | 1991-1992 |
| Destroyers        | Bolivia | 1993-1994 |
| San José          | Bolivia | 1994      |

## Palmarés

### Títulos nacionales
| Título           | Club     | Año  |
| ---------------- | -------- | ---- |
| Primera División | Blooming | 1984 |